# Stippelmotten

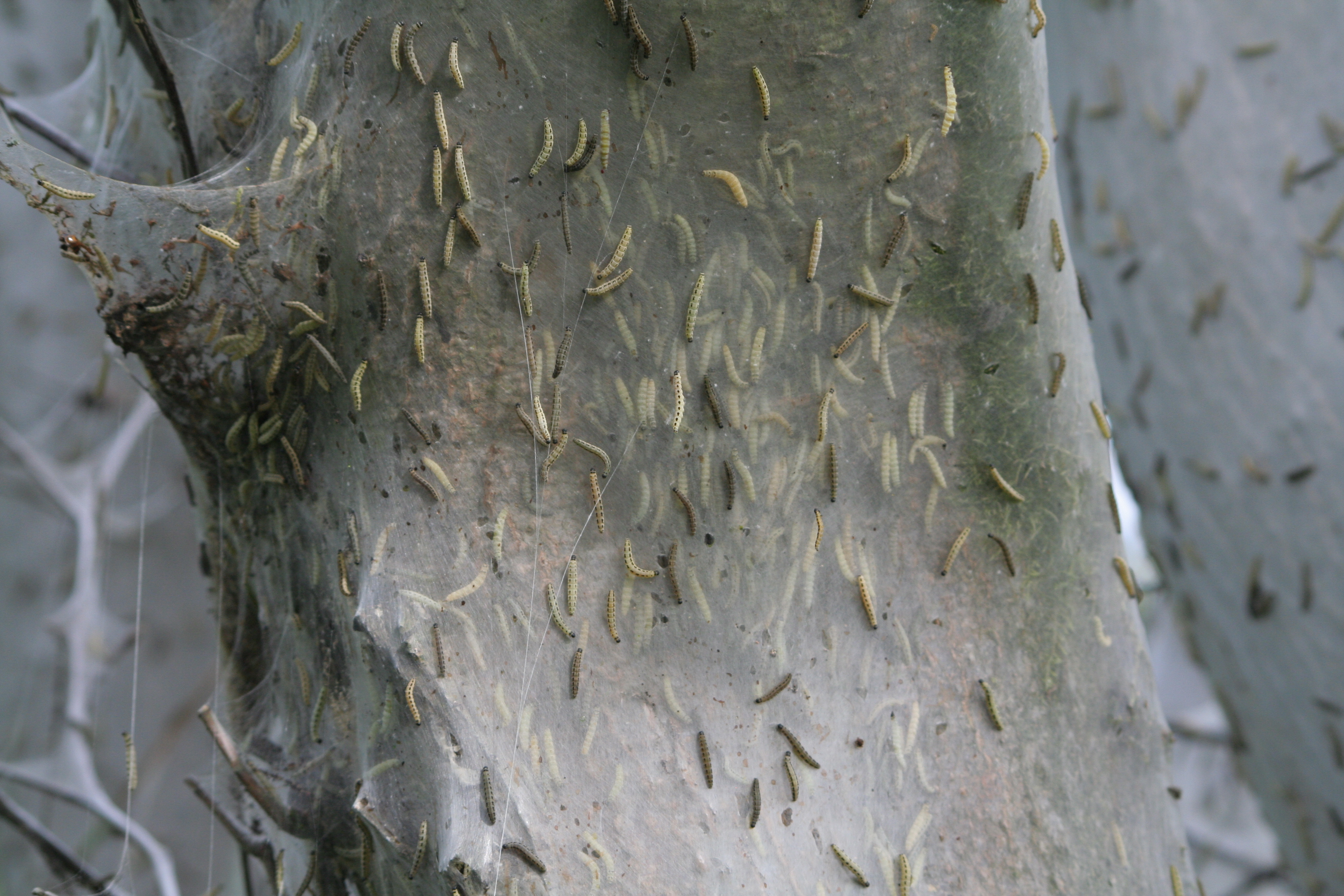
Een boom bedekt met stippelmotten

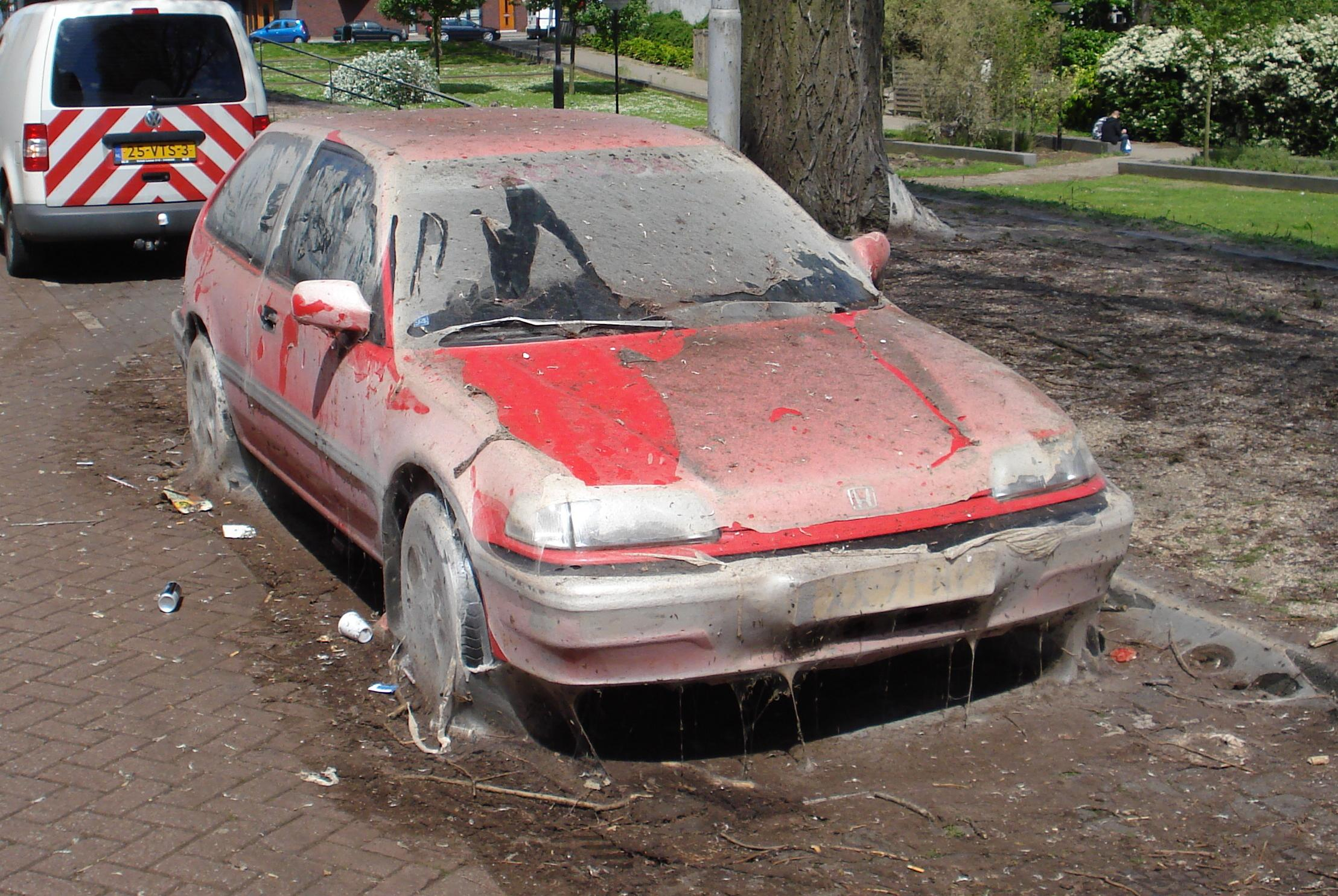
Een auto bedekt door stippelmotten in Rotterdam in 2009

De stippelmotten (Yponomeutidae), ook wel spinselmotten genoemd, zijn een familie van vlinders in de superfamilie Yponomeutoidea.
De ruim 700 soorten komen vooral in de tropen voor. De larven hebben de neiging gemeenschappelijke webben te spinnen. Hierin vindt ook de verpopping plaats. Dit spinsel is vrij taai en biedt daardoor enige bescherming tegen vijanden.
Er is bij deze gemeenschappelijke spinsels echter niet of nauwelijks sprake van staatvorming, de vlinders gaan direct na het verpoppen individueel hun weg.
Sommige soorten kunnen een plaag vormen in landbouw, bosbouw en tuinbouw. Ook worden ze wel waargenomen in stedelijk gebied. Ze zorgen daar soms voor surrealistische taferelen door met hun webben bomen, auto's en straatmeubilair in te pakken.

## Onderfamilies
- Saridoscelinae
- Yponomeutinae

## In Nederland waargenomen soorten
- Genus: Cedestis
  - Cedestis gysseleniella - (Nassaubandmot)
  - Cedestis subfasciella - (Donkere nassaubandmot)
- Genus: Ocnerostoma
  - Ocnerostoma friesei - (Voorjaarsnaaldkwastje)
  - Ocnerostoma piniariella - (Zomernaaldkwastje)
- Genus: Paraswammerdamia
  - Paraswammerdamia albicapitella - (Witkraagduifmot)
  - Paraswammerdamia nebulella - (Meidoornduifmot)
- Genus: Pseudoswammerdamia
  - Pseudoswammerdamia combinella - (Rode duifmot)
- Genus: Scythropia
  - Scythropia crataegella - (Doornspinnertje)
- Genus: Swammerdamia
  - Swammerdamia caesiella - (Egale duifmot)
  - Swammerdamia pyrella - (Duifmot)
- Genus: Yponomeuta
  - Yponomeuta cagnagella - (Kardinaalsmutsstippelmot)
  - Yponomeuta evonymella - (Vogelkersstippelmot)
  - Yponomeuta irrorella - (Waasjesstippelmot)
  - Yponomeuta malinellus - (Appelstippelmot)
  - Yponomeuta padella - (Meidoornstippelmot)
  - Yponomeuta plumbella - (Grootvlekstippelmot)
  - Yponomeuta rorrella - (Wilgenstippelmot)
  - Yponomeuta sedella - (Hemelsleutelstippelmot)
- Genus: Zelleria
  - Zelleria hepariella - (Essenmineermot)
  - Zelleria oleastrella - (Olijfmineermot)

## Foto's

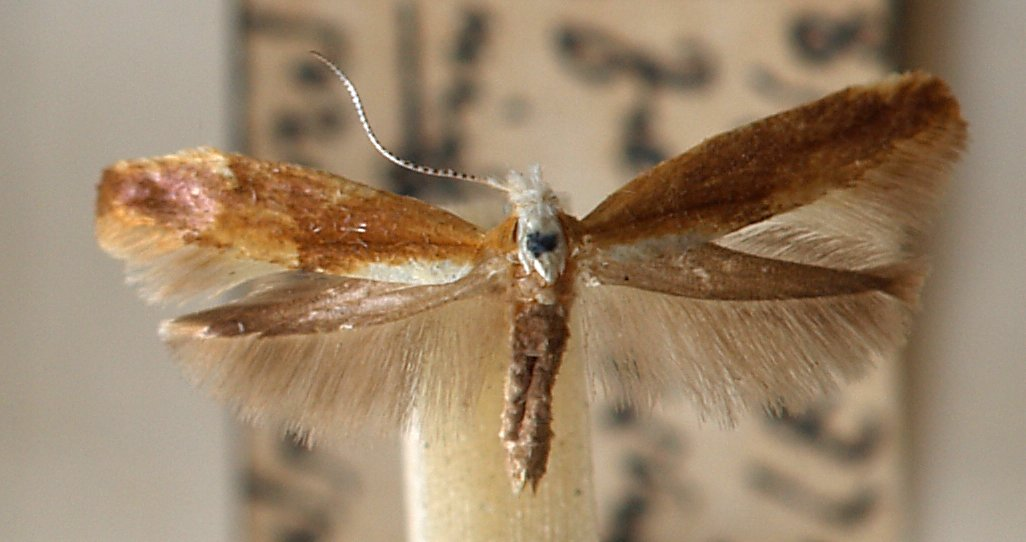
Argyresthia albistria
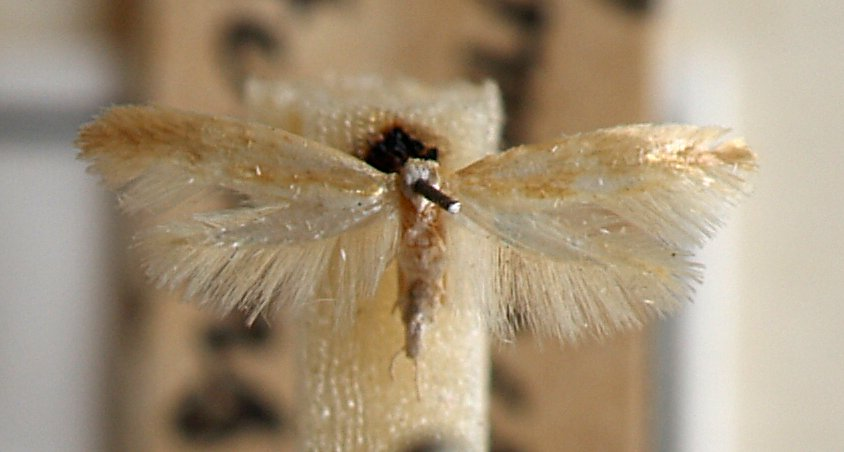
Argyresthia aurulentella
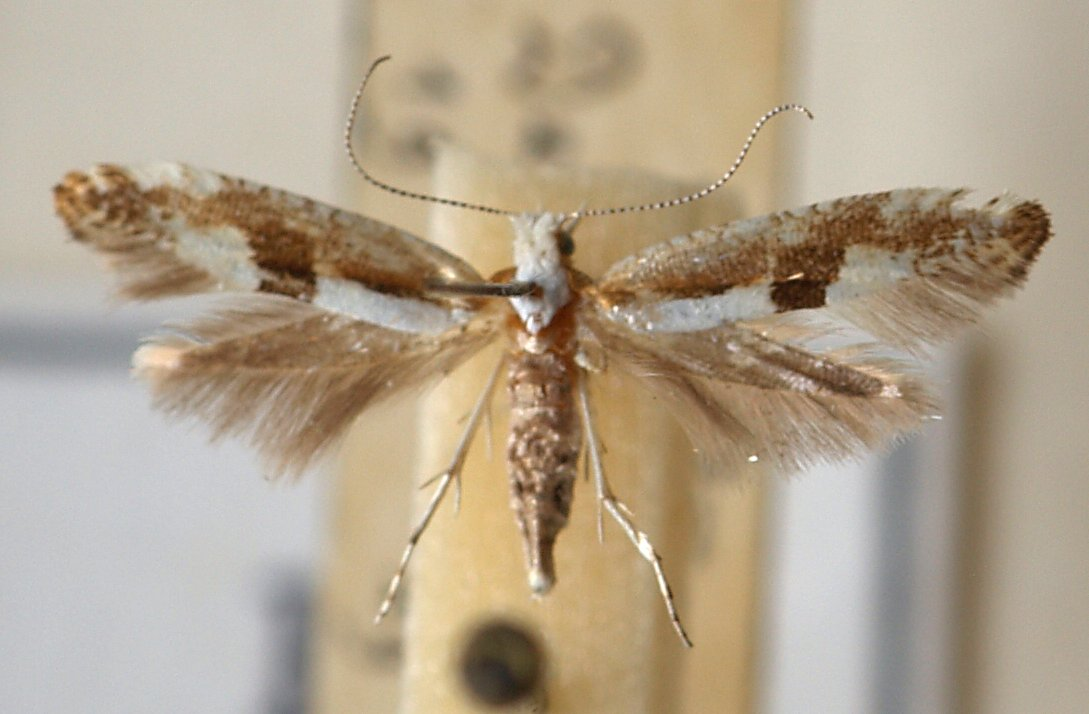
Argyresthia bonnetella
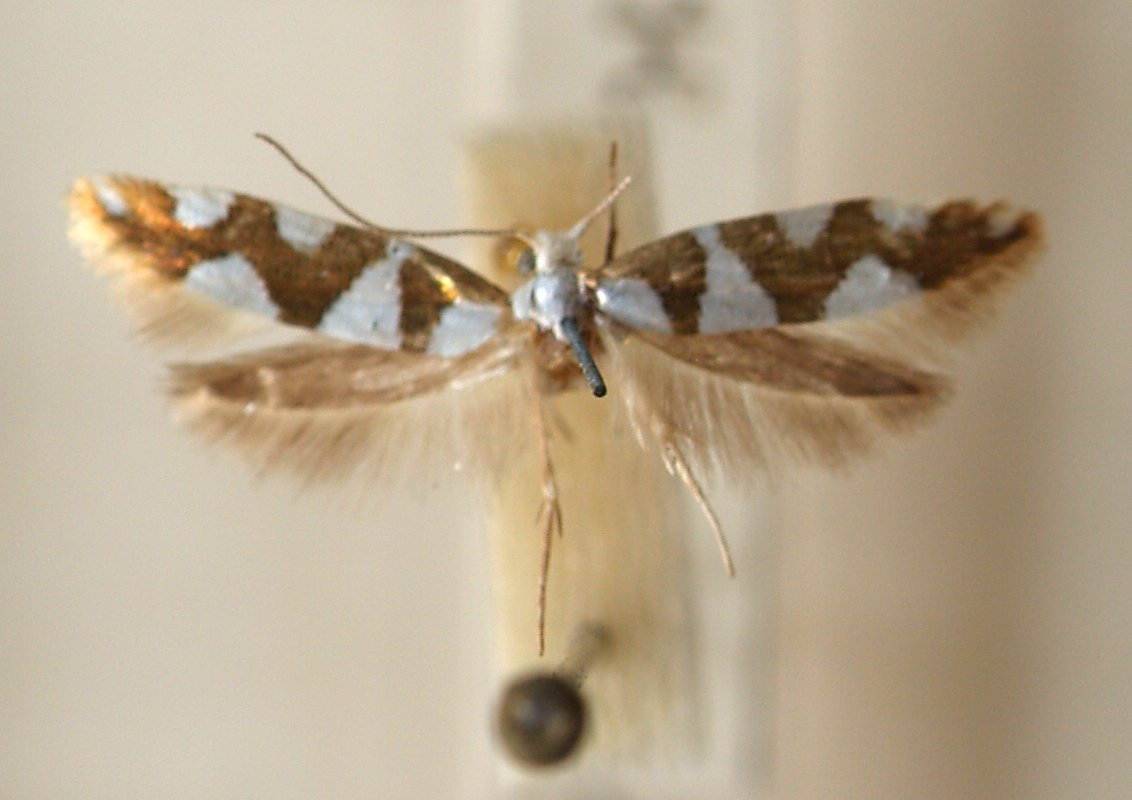
Argyresthia brockeella
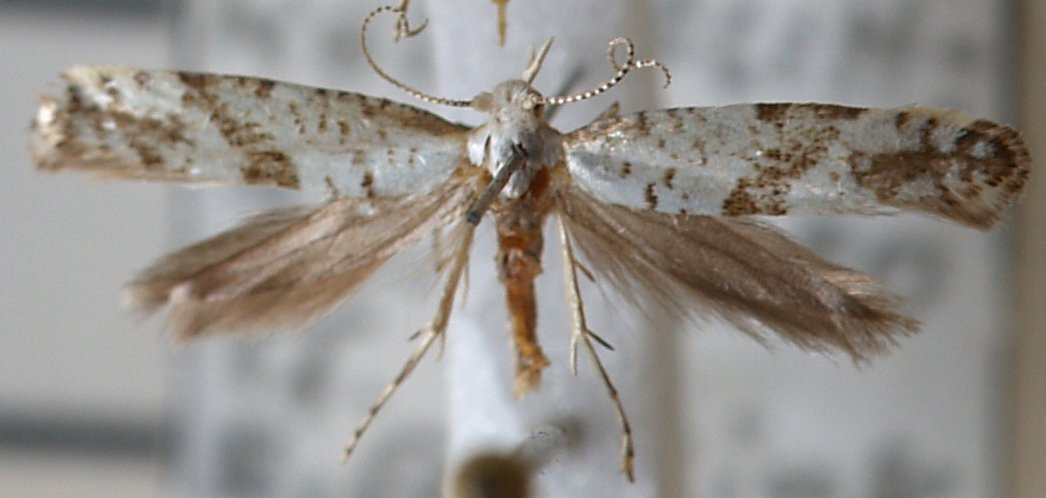
Argyresthia curvella
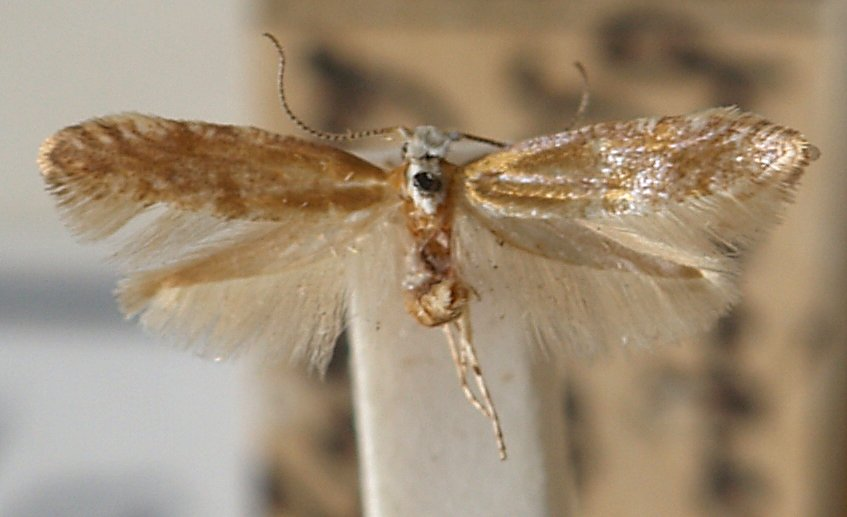
Argyresthia dilectella
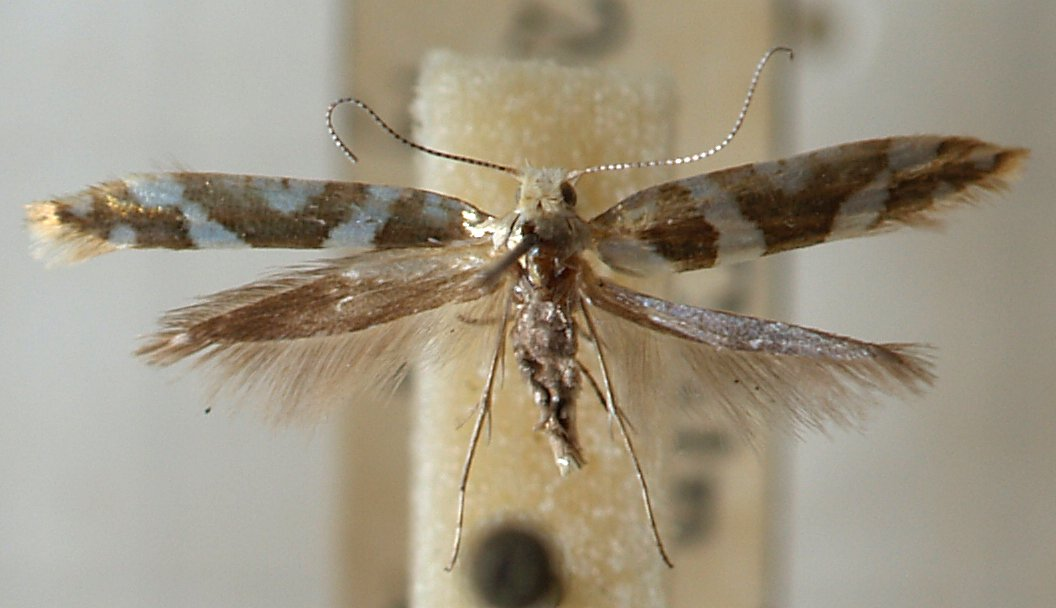
Argyresthia goedartella
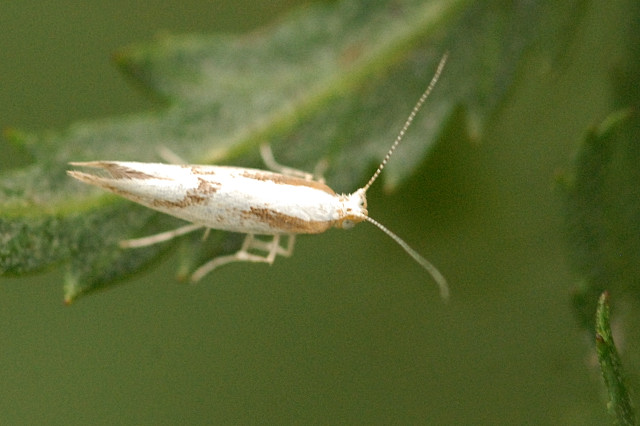
Argyresthia pruniella
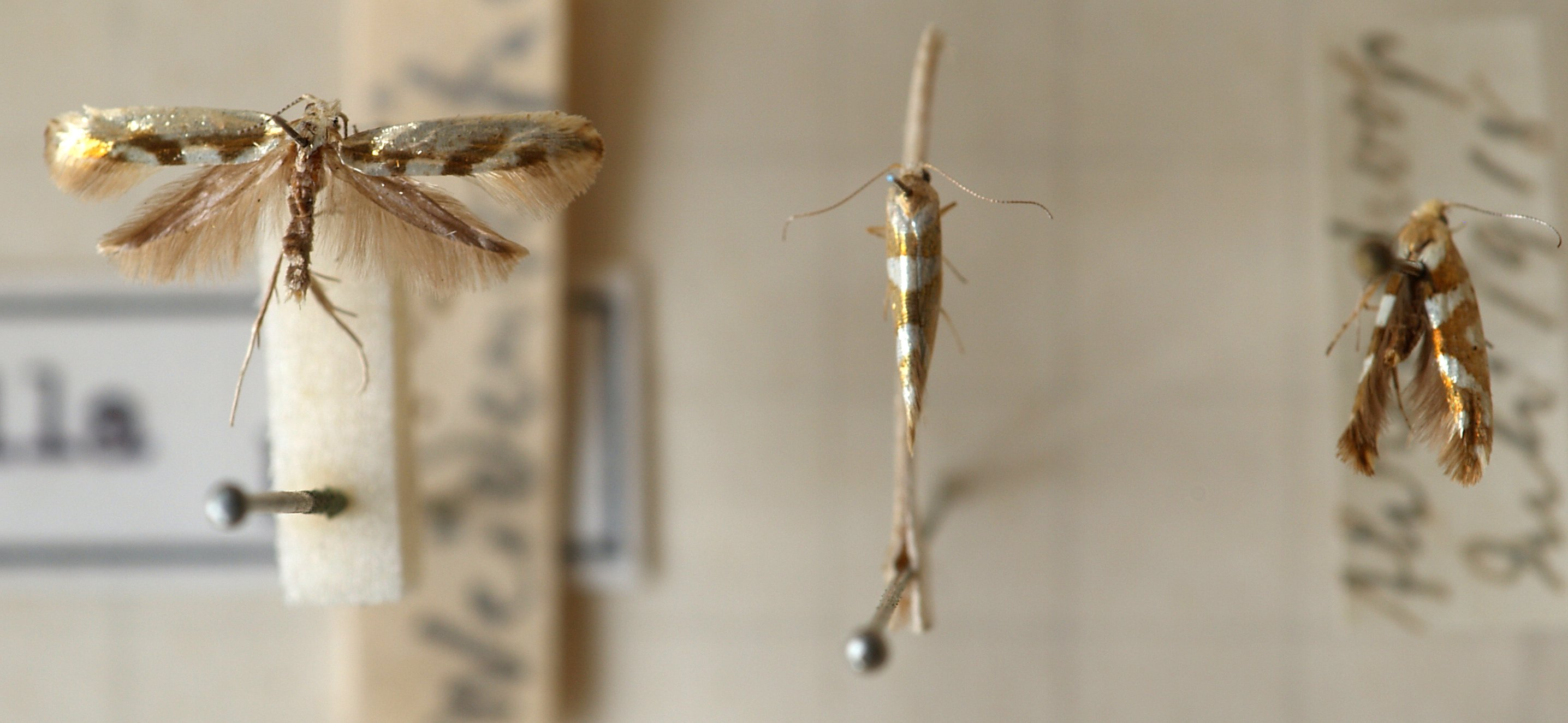
Argyresthia pygmaeella
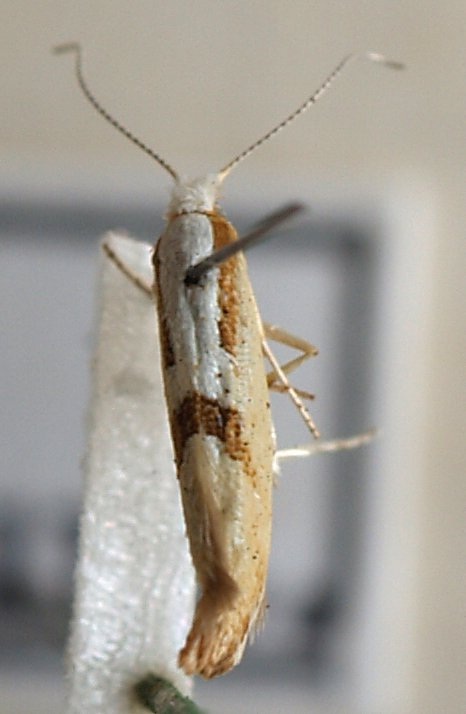
Argyresthia semitestacella
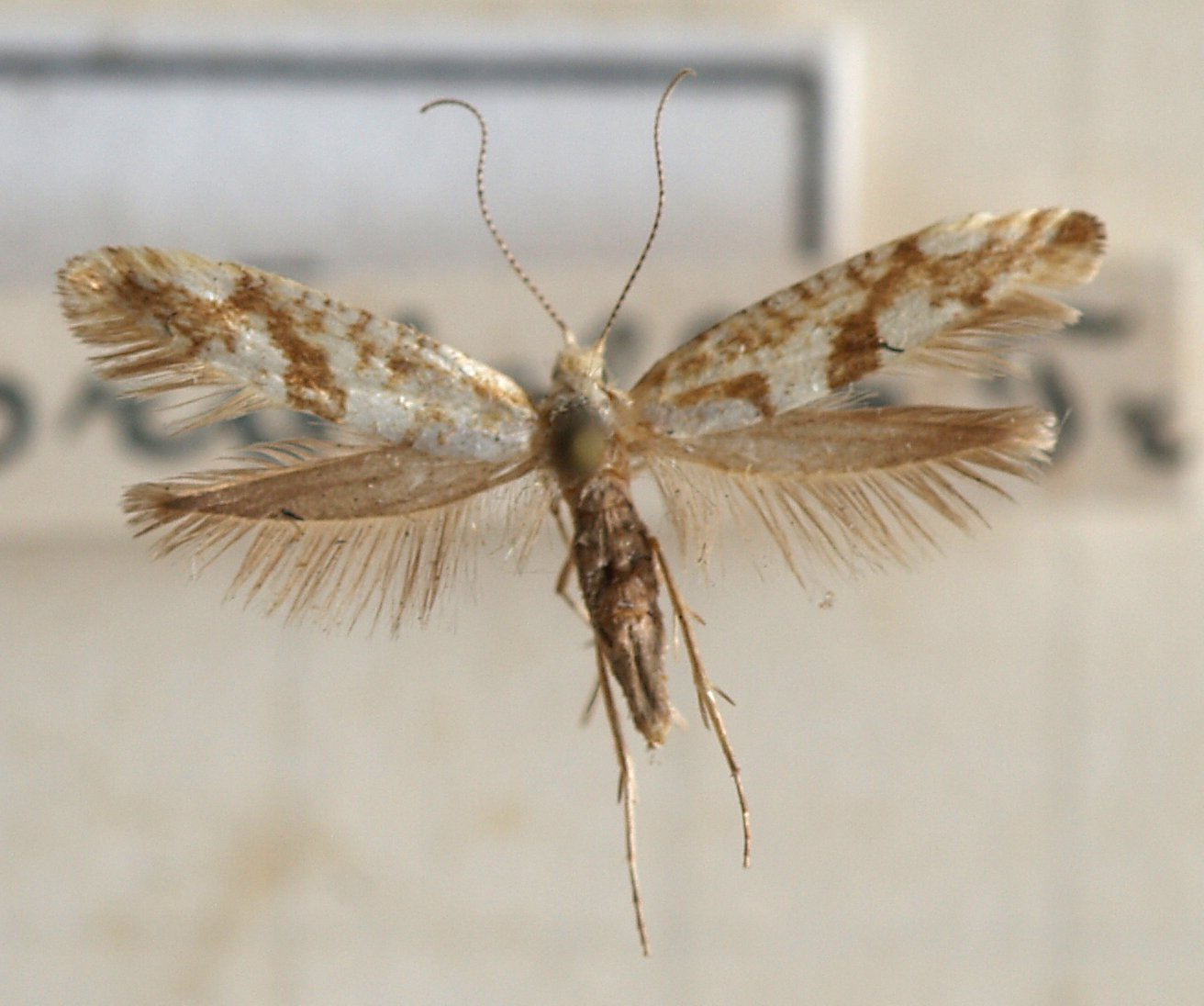
Argyresthia sorbiella
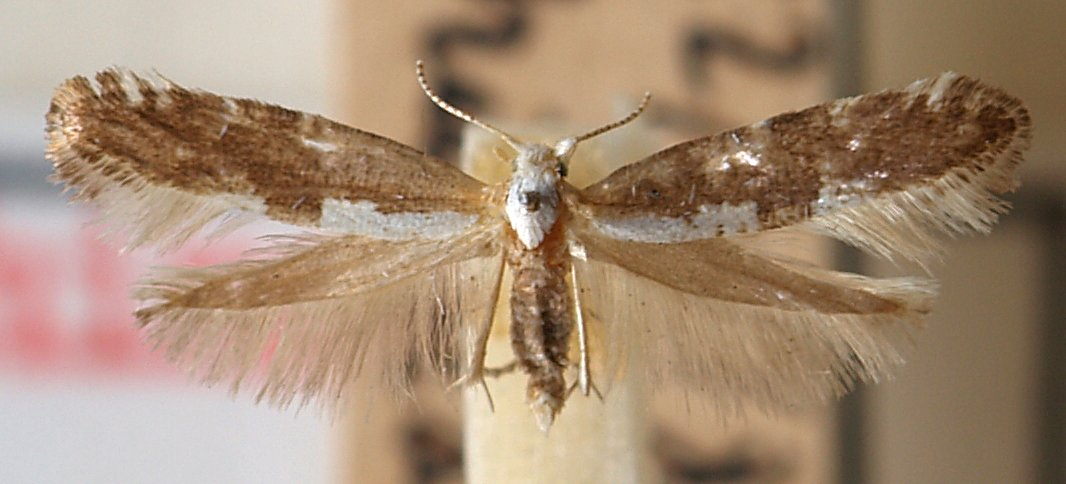
Argyresthia spinosella
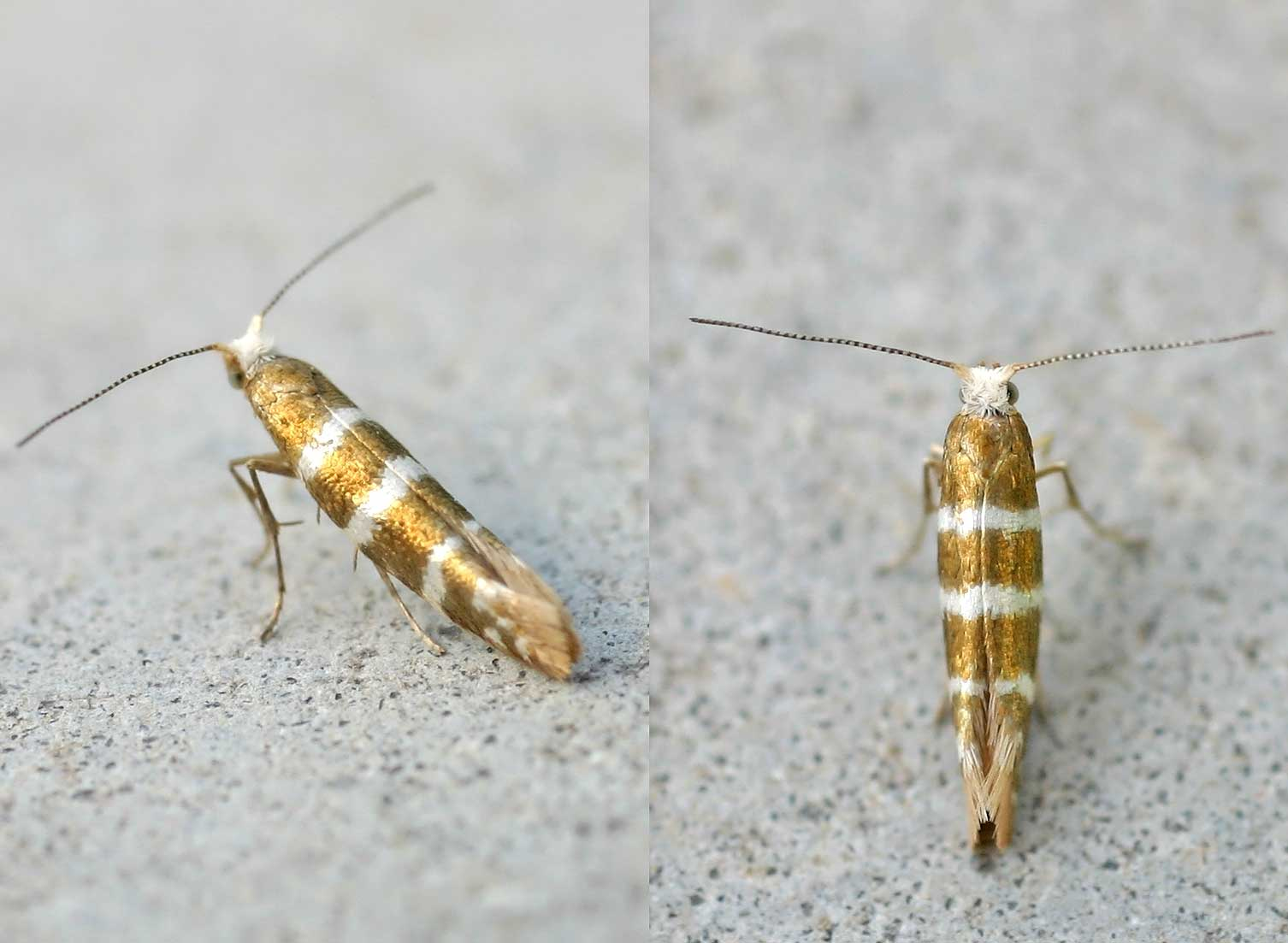
Argyresthia trifasciata
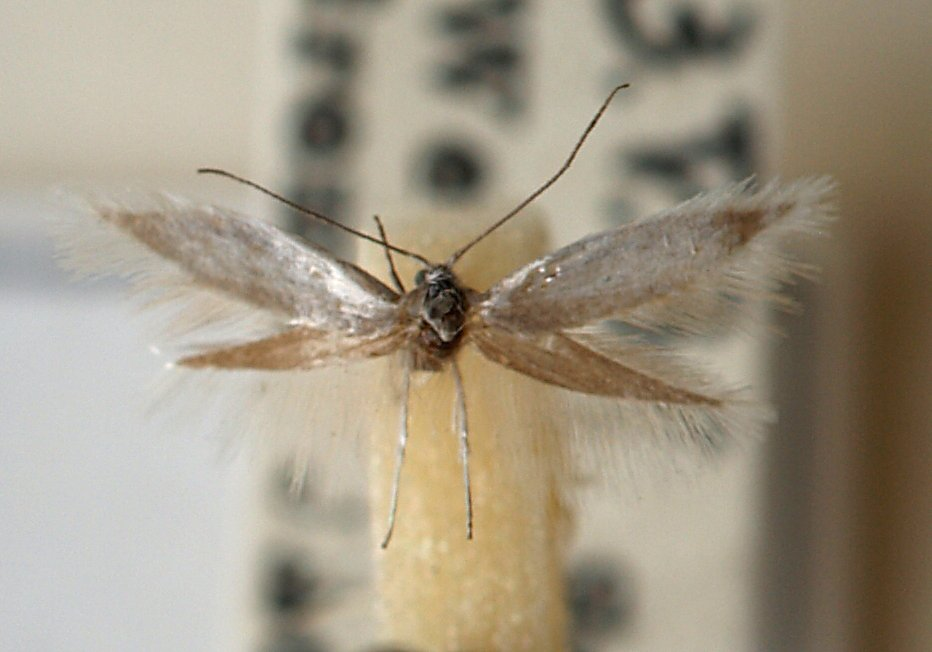
Ocnerostoma piniariella
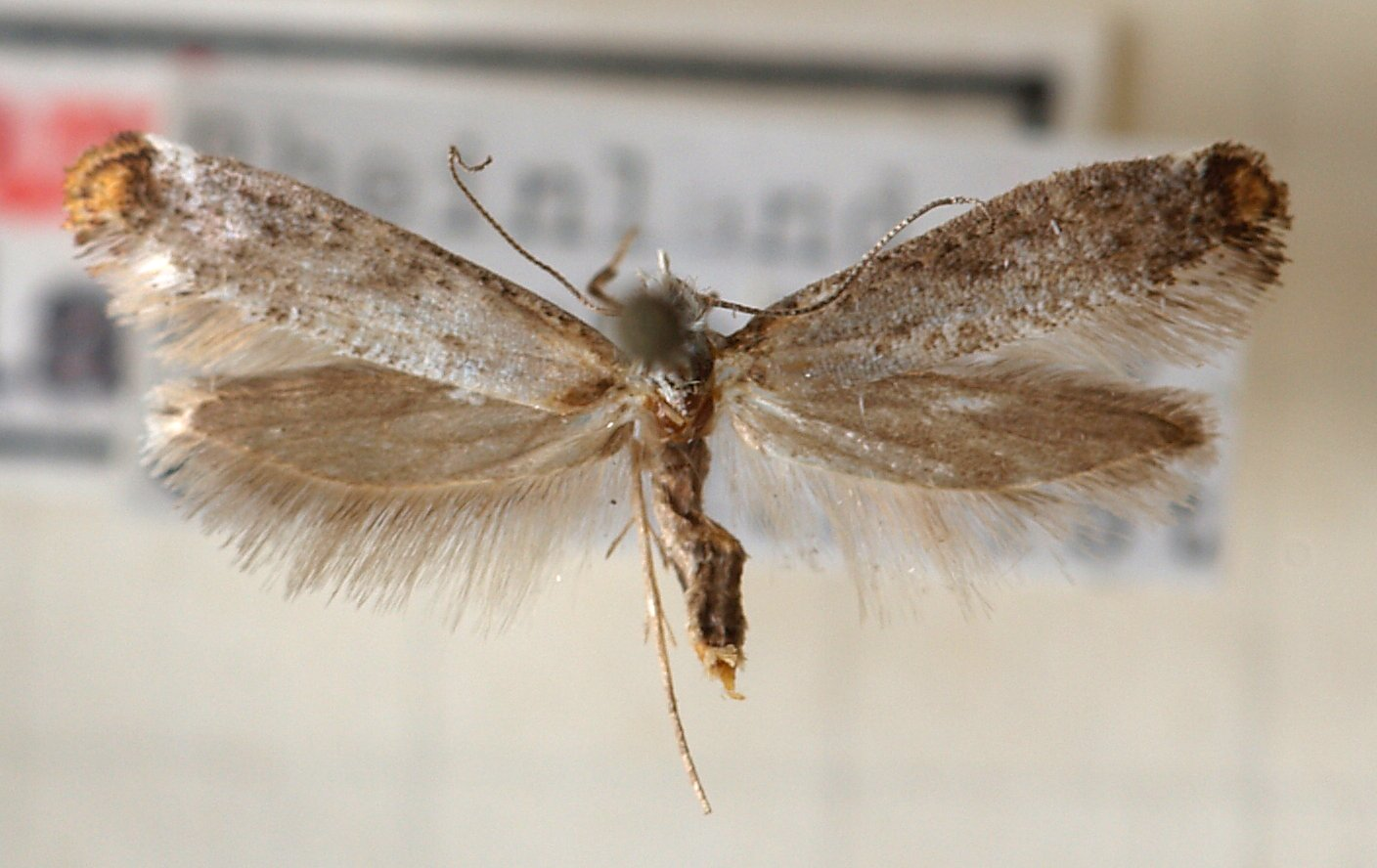
Pseudoswammerdamia combinella
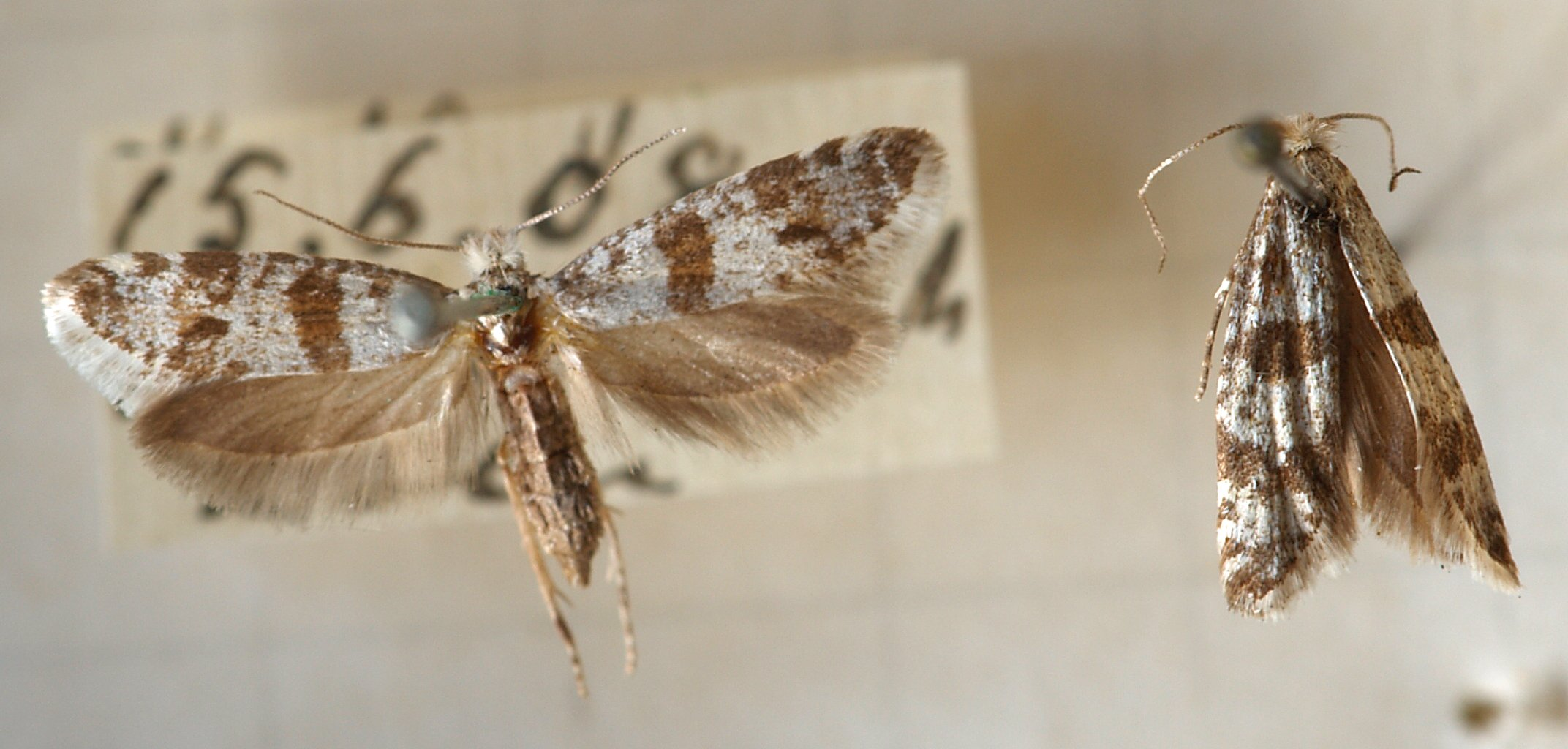
Scythropia crataegella
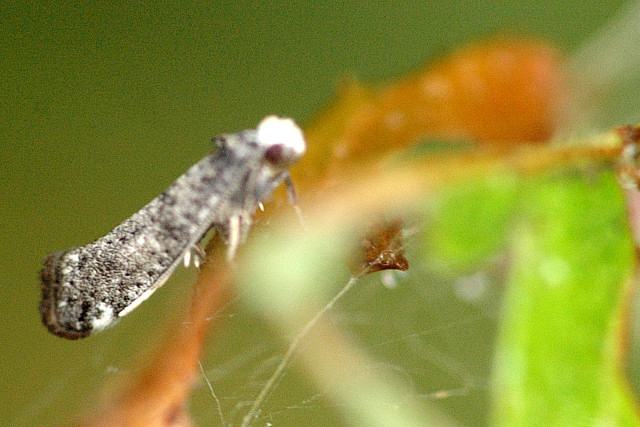
Swammerdamia pyrella
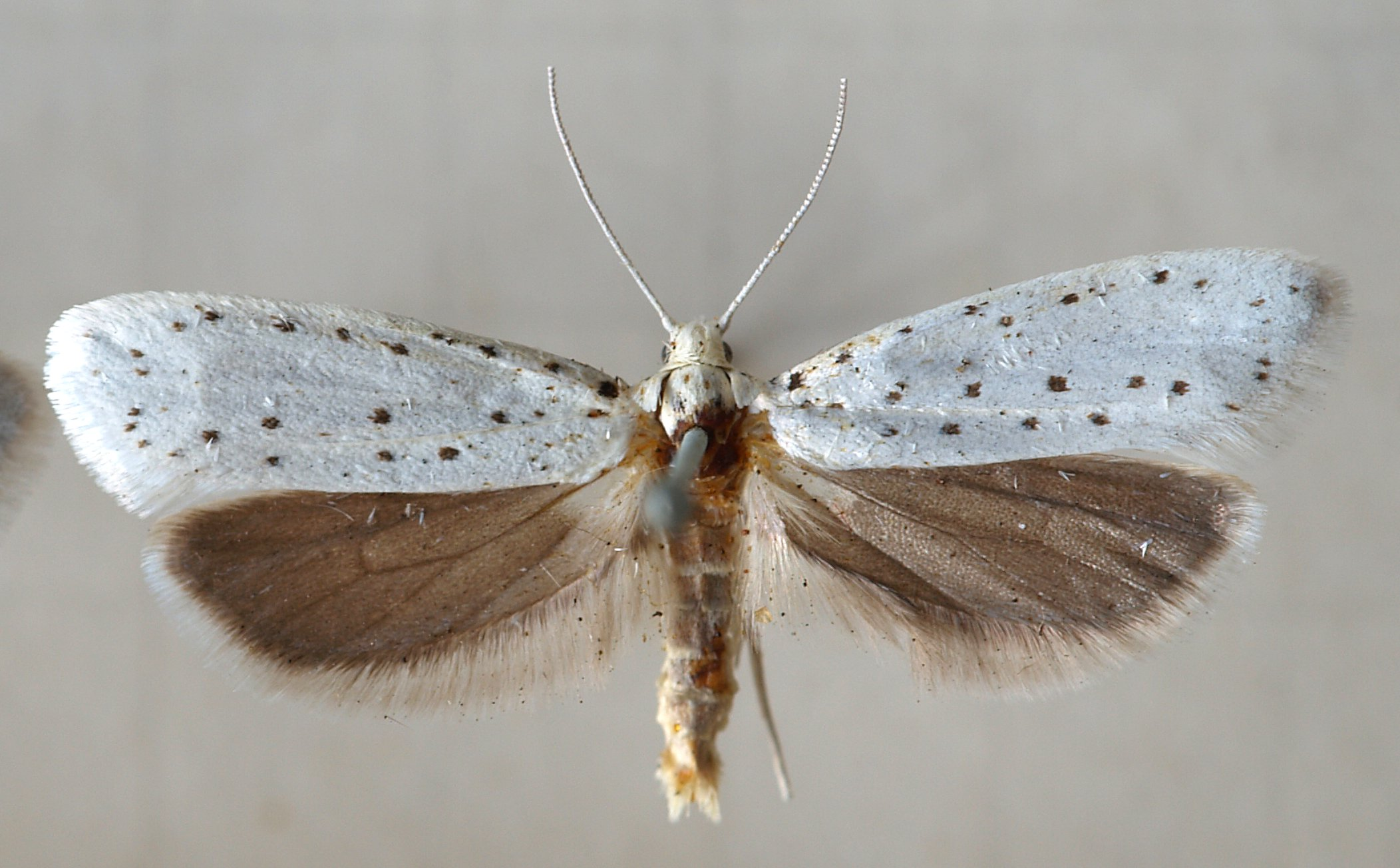
Yponomeuta cagnagella
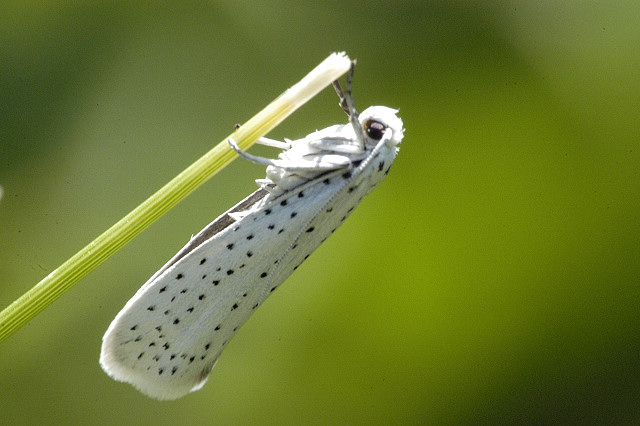
Yponomeuta evonymella
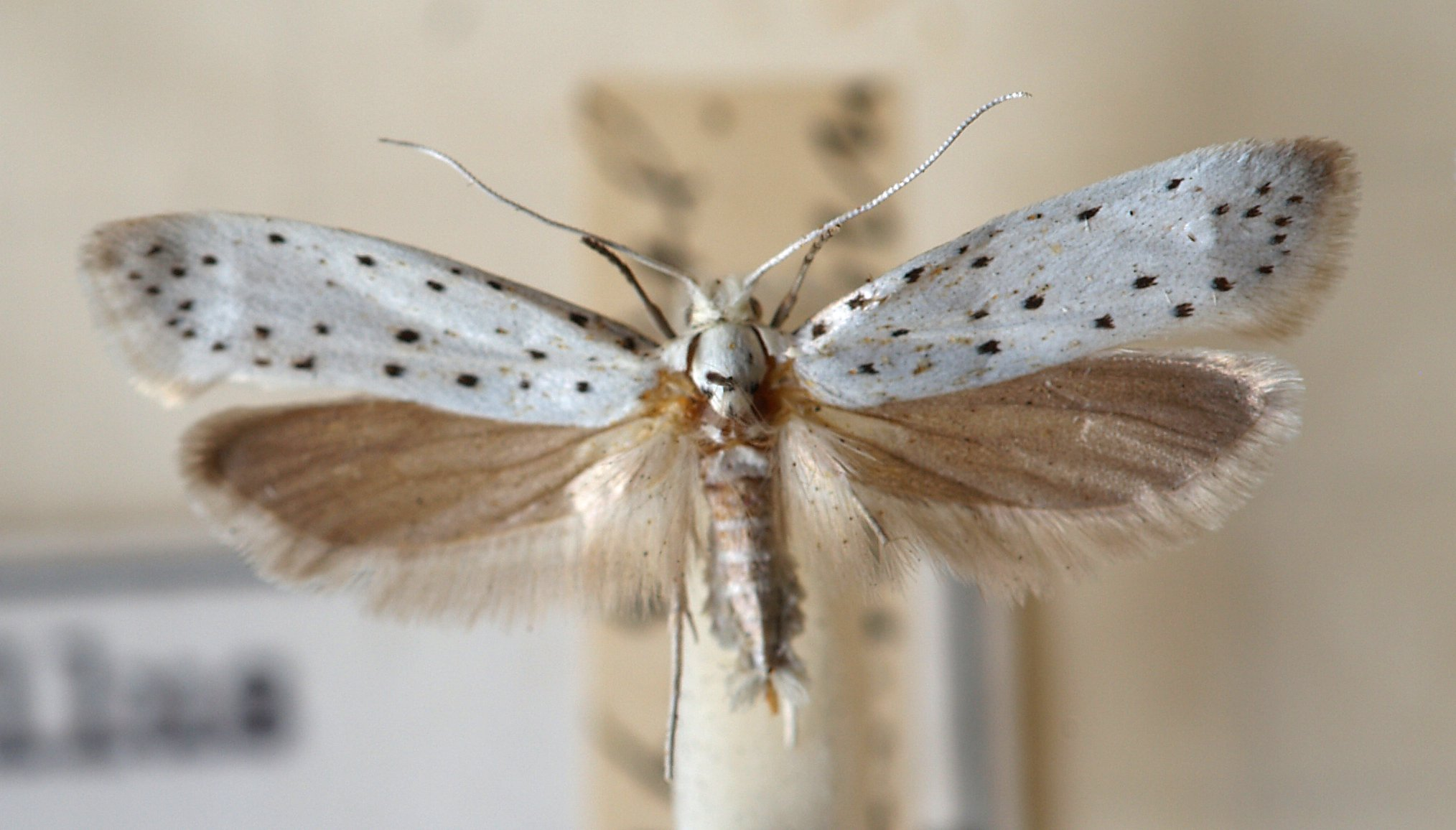
Yponomeuta malinellus
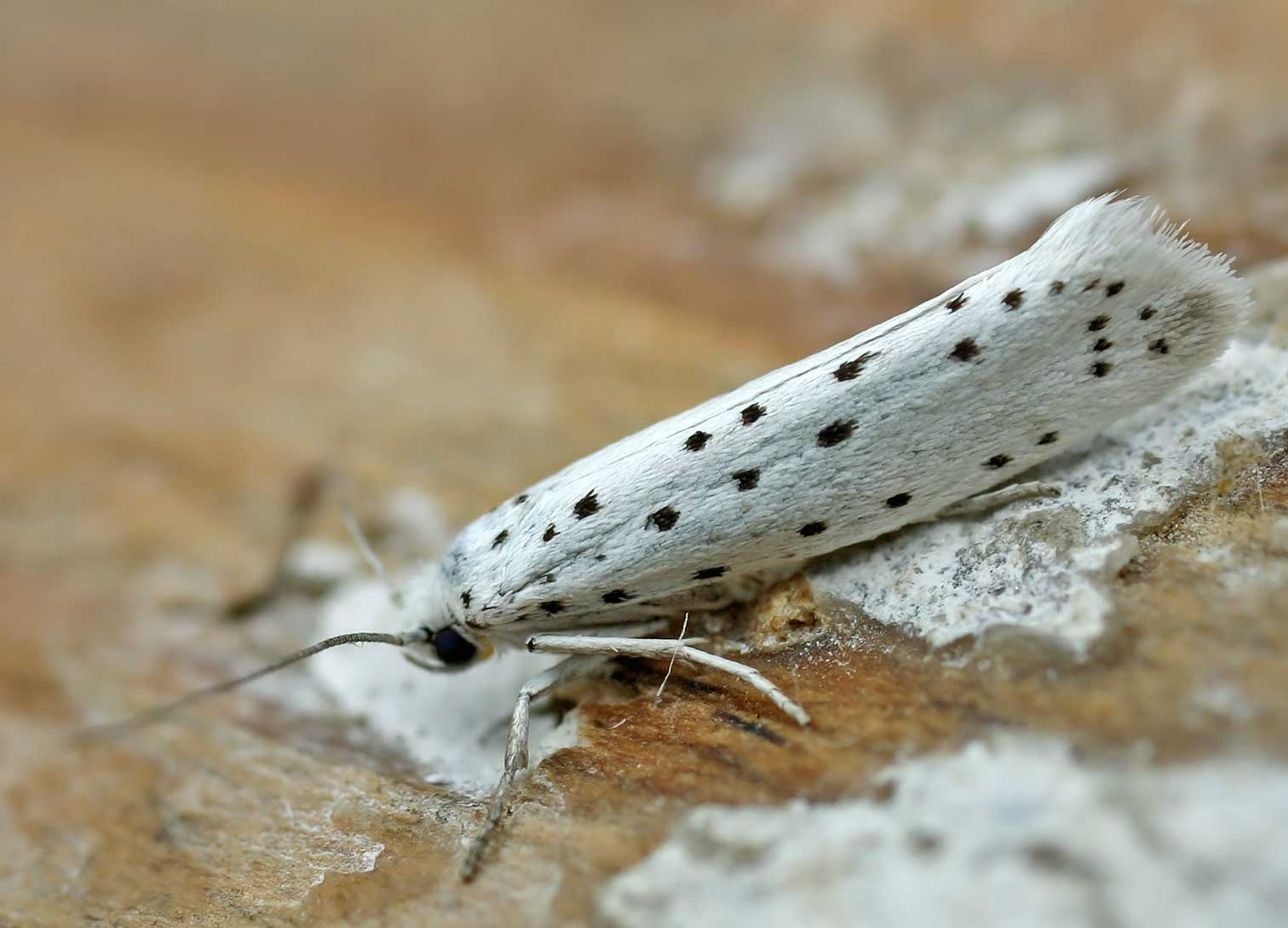
Yponomeuta padella
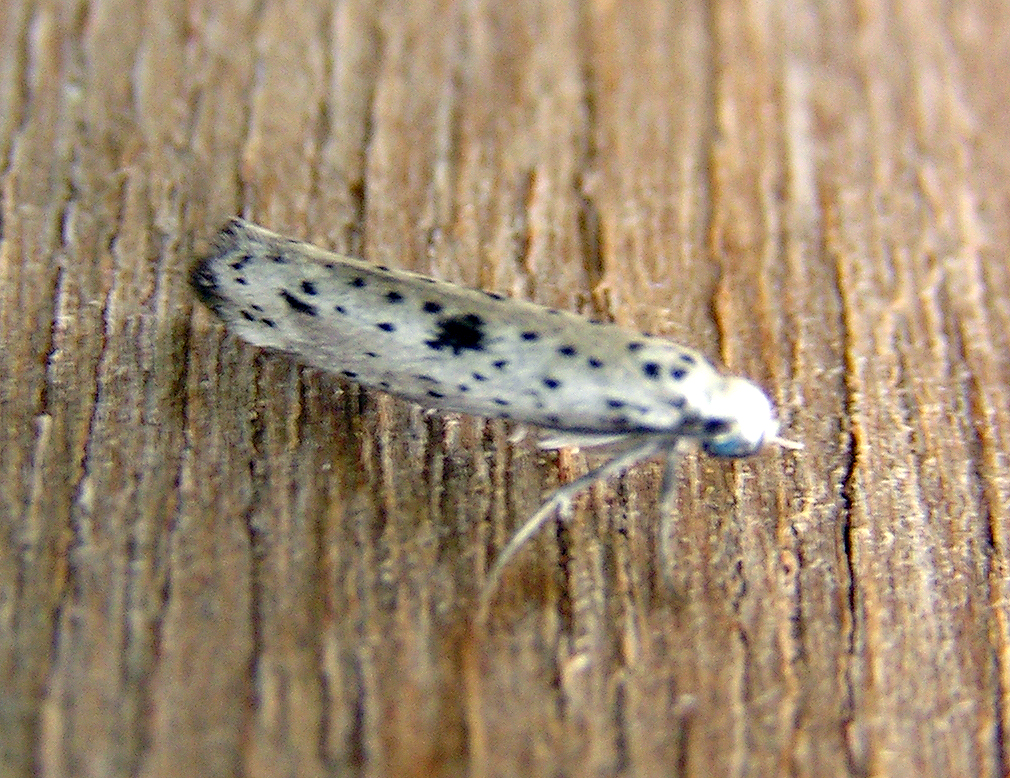
Yponomeuta plumbella
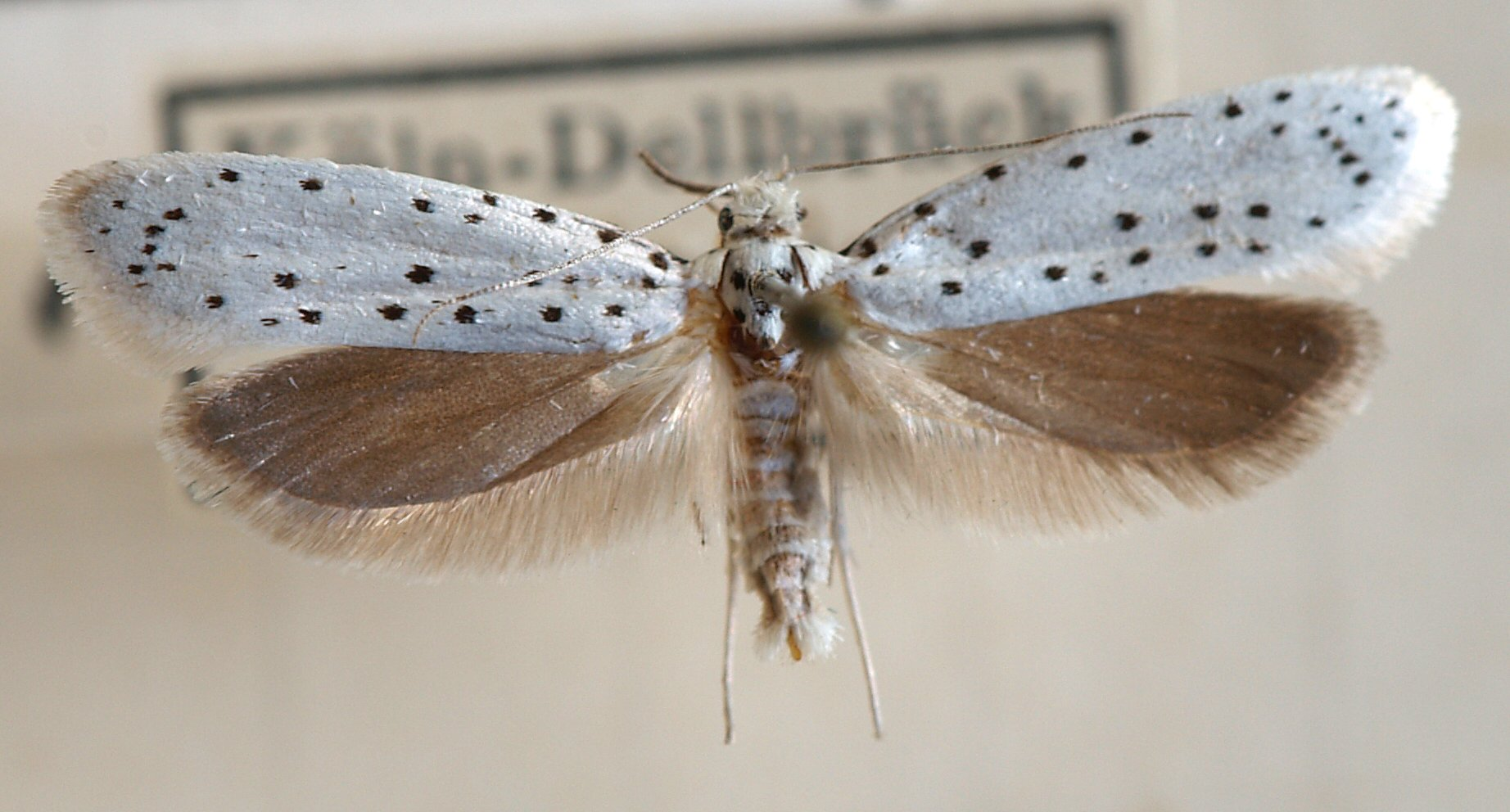
Yponomeuta rorrella
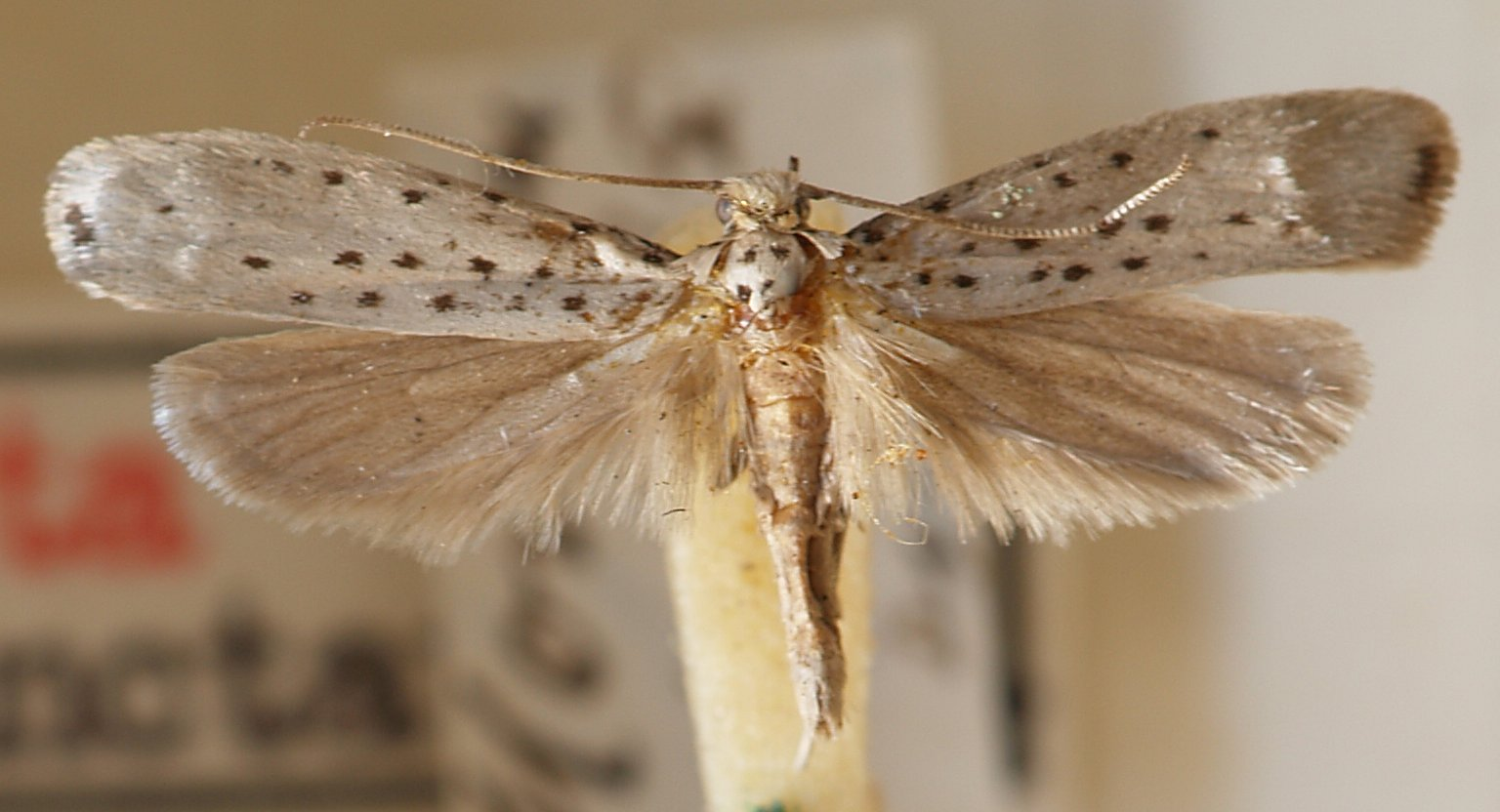
Yponomeuta sedella